# Ptiloscola descimoni
Ptiloscola descimoni är en fjärilsart som beskrevs av Lemaire 1971. Ptiloscola descimoni ingår i släktet Ptiloscola och familjen påfågelsspinnare. Inga underarter finns listade.